# Marie Danet
Pour les articles homonymes, voir Danet.
Marie Danet, née Marie Augustine Marcelle Engrand le 20 juillet 1877 à Maisons-Laffitte et morte en son domicile le 15 février 1958 dans le 7e arrondissement de Paris, est une joueuse de tennis et peintre française.
En 1912, elle a été finaliste en simple dames des Internationaux de France de tennis, battue par Jeanne Matthey. 

## Biographie
Fille d'un avocat au tribunal civil de la Seine, président de la Chambre des Avoués, elle épouse Eugène Charles Henri Danet, avocat à la Cour d'appel, le 23 avril 1898 à Paris. Paysagiste, élève de René Maurice Fath, elle expose au Salon des artistes français dès 1899.

## Palmarès (partiel)

### Finale en simple dames
| No | Date       | Nom et lieu du tournoi       | Catégorie | Surface      | Vainqueure     | Score    |          |
| -- | ---------- | ---------------------------- | --------- | ------------ | -------------- | -------- | -------- |
| 1  | ??-05-1912 | Championnat de France, Paris | G. Chelem | Terre (ext.) | Jeanne Matthey | 6-2, 7-5 | Parcours |

### Finale en double dames
| No | Date       | Nom et lieu du tournoi      | Catégorie | Surface      | Vainqueures                        | Partenaire    | Score    |          |
| -- | ---------- | --------------------------- | --------- | ------------ | ---------------------------------- | ------------- | -------- | -------- |
| 1  | 03-06-1922 | Championnat de France Paris | G. Chelem | Terre (ext.) | Suzanne Lenglen Germaine Bourgeois | Marie Conquet | 6-3, 6-1 | Parcours |

## Parcours en Grand Chelem (partiel)
Si l’expression « Grand Chelem » désigne classiquement les quatre tournois les plus importants de l’histoire du tennis, elle n'est utilisée pour la première fois qu'en 1933, et n'acquiert la plénitude de son sens que peu à peu à partir des années 1950.

### En simple dames
| Année | Championnat d'Australasie Championnat d'Australie | Championnat d'Australasie Championnat d'Australie | Championnat de France Internationaux de France | Championnat de France Internationaux de France | Wimbledon | Wimbledon | US National | US National |
| ----- | ------------------------------------------------- | ------------------------------------------------- | ---------------------------------------------- | ---------------------------------------------- | --------- | --------- | ----------- | ----------- |
| 1912  | -                                                 | -                                                 | Ch. R. finale                                  | Jeanne Matthey                                 | -         | -         | -           | -           |
| 1924  | -                                                 | -                                                 | 1er tour (1/8)                                 | Germaine Golding                               | -         | -         | -           | -           |
| 1925  | -                                                 | -                                                 | 2e tour (1/16)                                 | Mary McIlquham                                 | -         | -         | -           | -           |
| 1926  | -                                                 | -                                                 | 1er tour (1/16)                                | Elizabeth Ryan                                 | -         | -         | -           | -           |
| 1927  | -                                                 | -                                                 | 1er tour (1/32)                                | Joan Ridley                                    | -         | -         | -           | -           |
| 1929  | -                                                 | -                                                 | 1er tour (1/32)                                | Marjorie Morrill                               | -         | -         | -           | -           |
| 1930  | -                                                 | -                                                 | 1er tour (1/32)                                | Ilse Friedleben                                | -         | -         | -           | -           |
| 1931  | -                                                 | -                                                 | 1er tour (1/32)                                | E. Riboli                                      | -         | -         | -           | -           |
| 1932  | -                                                 | -                                                 | 1er tour (1/32)                                | Margaret Scriven                               | -         | -         | -           | -           |

À droite du résultat, l’ultime adversaire.

### En double dames
| Année | Championnat d'Australasie Championnat d'Australie | Championnat d'Australasie Championnat d'Australie | Championnat de France Internationaux de France | Championnat de France Internationaux de France | Wimbledon | Wimbledon | US National | US National |
| ----- | ------------------------------------------------- | ------------------------------------------------- | ---------------------------------------------- | ---------------------------------------------- | --------- | --------- | ----------- | ----------- |
| 1920  | -                                                 | -                                                 | 1/4 de finale Marie Conquet                    | S. Lenglen É. d'Ayen                           | -         | -         | -           | -           |
| 1921  | -                                                 | -                                                 | 1/2 finale Contostavlos                        | S. Lenglen G. Bourgeois                        | -         | -         | -           | -           |
| 1922  | -                                                 | -                                                 | Ch. R. finale Marie Conquet                    | S. Lenglen G. Bourgeois                        | -         | -         | -           | -           |
| 1924  | -                                                 | -                                                 | 1/4 de finale G. Cousin                        | Marie Conquet Suzanne Deve                     | -         | -         | -           | -           |
| 1926  | -                                                 | -                                                 | 1/4 de finale                                  | D. Shepherd Joan Fry                           | -         | -         | -           | -           |
| 1927  | -                                                 | -                                                 | 2e tour (1/8) B. Tapscott                      | E. Bennett Joan Ridley                         | -         | -         | -           | -           |
| 1928  | -                                                 | -                                                 | 1er tour (1/8) Doris Wolfson                   | C. Bouman Madzy Rollin                         | -         | -         | -           | -           |
| 1929  | -                                                 | -                                                 | 1er tour (1/16) D. Speranza                    | Edith Cross Helen Wills                        | -         | -         | -           | -           |
| 1930  | -                                                 | -                                                 | 1er tour (1/16) Doris Wolfson                  | Mme R. J. Vaussard                             | -         | -         | -           | -           |
| 1931  | -                                                 | -                                                 | 2e tour (1/8) D. Speranza                      | E. Bennett Betty Nuthall                       | -         | -         | -           | -           |
| 1932  | -                                                 | -                                                 | 2e tour (1/8) Rubowska                         | S. Mathieu C. Rosambert                        | -         | -         | -           | -           |
| 1934  | -                                                 | -                                                 | 1er tour (1/16) Leila Row                      | Doris Metaxa C. Rosambert                      | -         | -         | -           | -           |

Sous le résultat, la partenaire ; à droite, l’ultime équipe adverse.

### En double mixte
| Année | Championnat d'Australie | Championnat d'Australie | Internationaux de France    | Internationaux de France   | Wimbledon | Wimbledon | US National | US National |
| 1930  | -                       | -                       | 2e tour (1/16) Harry Hopman | Aimée Cochet Alain Bernard | -         | -         | -           | -           |

Sous le résultat, le partenaire ; à droite, l’ultime équipe adverse.